# Cartel des sept sœurs
Les Sept Sœurs ((en) Seven Sisters) est l'ancien terme par lequel étaient désignées les sept compagnies pétrolières transnationales, la plupart étant issues de l'éclatement de la Standard Oil d'avant 1911. Cet oligopole avec le cartel de l'Anglo-Persian Oil Company domina l'industrie pétrolière mondiale du milieu des années 1940 jusqu'au milieu des années 1970. 

## Description
Le terme fait allusion aux sept sœurs mythologiques des Pléiades engendrées par le titan Atlas ; l'utilisation médiatico-politique du terme — (it) sette sorelle—  a été popularisée dans les années 1950 par l'homme d'affaires Enrico Mattei, alors patron de la compagnie pétrolière d'État italienne Eni. 
En 1951, après la nationalisation par l'Iran de sa production pétrolière, le département d'État des États-Unis recommanda la création d'un consortium comprenant les sept principales compagnies pétrolières de droit privée du monde, qui constituait déjà un monopôle.
Ce consortium formait une sorte de holding complexe fondée sur l'intégration verticale, contrôlant indirectement les sociétés suivantes,, :
1. Anglo-Iranian Oil Company (aujourd'hui BP).
2. Gulf Oil (qui fera plus tard partie de Chevron).
3. Royal Dutch Shell.
4. Standard Oil Company of California (SoCal, maintenant Chevron).
5. Standard Oil Company of New Jersey (Esso, plus tard Exxon et depuis 1999 fait partie d'ExxonMobil).
6. Standard Oil Company of New York (Socony, plus tard Mobil et depuis 1999 fait également partie d'ExxonMobil).
7. Texaco (fusionné en 2001 avec Chevron).

L'une de leurs actions coordonnées, fut, en 1959, de décider unilatéralement de baisser le prix de l'achat du pétrole produit au Venezuela et dans la Péninsule arabique. Les gouvernements des pays concernés portèrent plainte, en vain. L'objectif de telles ententes visait à maintenir le prix le plus bas possible, ou du moins de gagner en stabilité sur le long-terme ; il fut atteint.
Avant le premier choc pétrolier de 1973, les Sept Sœurs contrôlaient environ 85 % des réserves mondiales de pétrole. Cette crise mit fin au pouvoir de ce consortium. 
Dès lors, la domination de l'industrie se déplaça vers le cartel de l'OPEP et les sociétés pétrolières et gazières publiques des économies de marché émergentes, telles que : Saudi Aramco, Gazprom (Russie), China National Petroleum Corporation, National Iranian Oil Company, PDVSA (Venezuela), Petrobras (Brésil) et Petronas (Malaisie). En 2007, le Financial Times a appelé, non sans une forme d'ironie confinant au cynisme, ces dites entreprises les « nouvelles Sept Sœurs »,.

## Documentaires
- Le secret des sept sœurs . Al Jazeera anglais, 26 avril 2013